# Giả thuyết Legendre
Giả thuyết Legendre là giả thuyết được đề xuất bởi Adrien-Marie Legendre, phát biểu rằng luôn có số nguyên tố nằm giữa {\displaystyle n^{2}} và {\displaystyle (n+1)^{2}} với mọi số tự nhiên {\displaystyle n}.  Giả thuyết này là một trong những bài toán của Landau (1912) về số nguyên tố; tính đến  năm 2022, giả thuyết chưa được chứng minh đúng hay sai.

## Khoảng cách nguyên tố
Nếu giả thuyết Legendre đúng, khoảng cách giữa bất kỳ số nguyên tố p và số nguyên tố tiếp theo sẽ là {\displaystyle O({\sqrt {p}})}, biểu diễn trong ký hiệu O lớn.. Giả thuyết là một bài toán trong họ các bài toán và kết quả liên quan tới khoảng cách nguyên tố, tức là khoảng cách giữa hai số nguyên tố liên tiếp. Các bài toán toán khác bao gồm định đề Bertrand, trên sự tồn tại của số nguyên tố nằm giữa {\displaystyle n} và {\displaystyle 2n}, giả thuyết Oppermann trên sự tồn tại của các số nguyên tố nằm giữa {\displaystyle n^{2}}, {\displaystyle n(n+1)}, và {\displaystyle (n+1)^{2}}, giả thuyết Andrica và giả thuyết Brocard cho sự tồn tại của số nguyên tố nằm giữa hai lũy thừa bậc hai của hai số nguyên tố liên tiếp, và giả thuyết Cramér rằng khoảng cách có thể nhỏ hơn, nằm vào khoảng {\displaystyle (\log p)^{2}}. Nếu giả thuyết của Cramér đúng, Legendre sẽ đúng cho mọi n đủ lớn.  Harald Cramér đồng thời cũng chứng minh rằng từ giả thuyết Riemann sẽ suy ra cận yếu hơn {\displaystyle O({\sqrt {p}}\log p)} trên khoảng cách số nguyên tố lớn nhất.

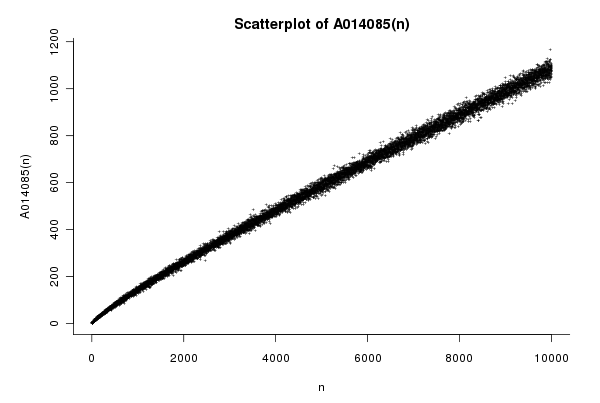
Đồ thị số các số nguyên tố nằm giữa n^{2} và (n + 1)^{2}

Theo định lý số nguyên tố, số số nguyên tố nằm giữa {\displaystyle n^{2}} và {\displaystyle (n+1)^{2}} có lẽ nằm vào khoảng {\displaystyle n/\ln n}, và hiện được biết là gần như mọi khoảng dưới dạng này có số các số nguyên tố ( A014085) tiệm cận với giá trị kỳ vọng này. Bởi giá trị này lớn khi {\displaystyle n} lớn, nên dễ cho rằng giả thuyết Legendre đúng.Song, định lý số nguyên tố thường đếm chính xác số các số nguyên tố trong khoảng nhỏ, hoặc không điều kiện hoặc dựa trên giả thuyết Riemann, nhưng độ dài các khoảng đó được chứng minh là lớn hơn độ dài khoảng cách giữa hai số chính phương, quá dài để có thể chứng minh giả thuyết Legendre đúng.

## Các kết quả riêng
Từ kết quả của Ingham suy ra được rằng với mọi số {\displaystyle n} đủ lớn, tồn tại số nguyên tố nằm giữa hai số lập phương liên tiếp {\displaystyle n^{3}} và {\displaystyle (n+1)^{3}}.
Baker, Harman và Pintz đã chứng minh rằng tồn tại số nguyên tố nằm trong khoảng {\displaystyle [x-x^{21/40},\,x]} với mọi {\displaystyle x} đủ lớn.
Bảng các khoảng cách số nguyên tố cho thấy kiểm chứng giả thuyết đúng cho tới {\displaystyle n^{2}=4\cdot 10^{18}}, hay {\displaystyle n=2\cdot 10^{9}}.